# Hamburger Dom

Hamburger Dom (2014).

 (mai 2016).
Si vous disposez d'ouvrages ou d'articles de référence ou si vous connaissez des sites web de qualité traitant du thème abordé ici, merci de compléter l'article en donnant les références utiles à sa vérifiabilité et en les liant à la section « Notes et références ».
Hamburger Dom est une fête foraine Allemande, la plus grande fête du Nord de l'Allemagne. Elle est organisée à Hambourg.

## Historique
Il y a trois Dom par an :
- La Winterdom (ou Dommarkt : marché du Dôme, début novembre à début décembre) ;
- La Frühlingsdom (Fête du Printemps, la mi-mars à la mi-avril), depuis 1948 ;
- La Sommerdom (Hummelfest, fin juillet à fin août), depuis 1947.

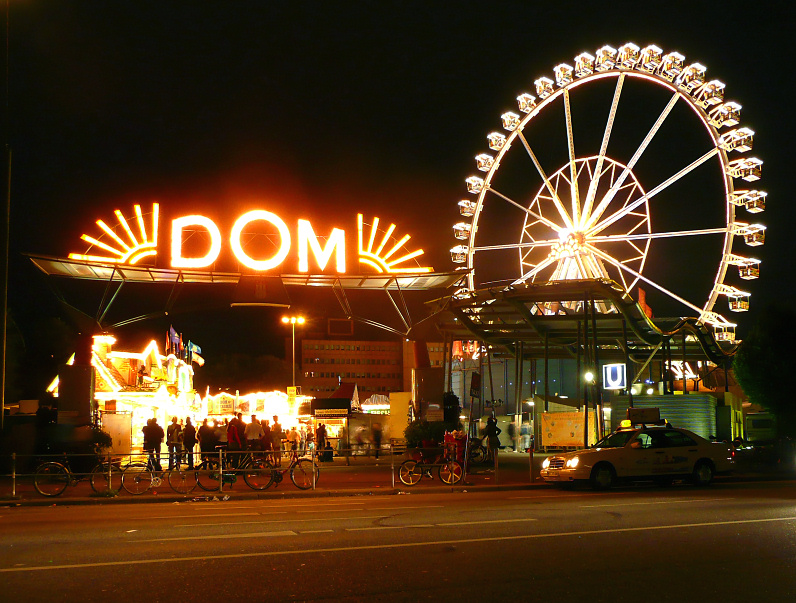
Entrée de lHamburger Dom en pleine nuit en 2008.